# Rzęczkowo
Rzęczkowo – wieś w Polsce położona w województwie kujawsko-pomorskim, w powiecie toruńskim, w gminie Zławieś Wielka. Wieś leży na położona jest na skraju Pradoliny Toruńsko-Eberswaldzkiej. Według Narodowego Spisu Powszechnego (III 2011 r.) liczyła 701 mieszkańców. Jest dziewiątą co do wielkości miejscowością gminy Zławieś Wielka.
| SIMC    | Nazwa | Rodzaj    |
| ------- | ----- | --------- |
| 0851086 | Doły  | część wsi |
| 0851092 | Góry  | część wsi |

## Nazwa
Miejscowość leży na pograniczu Mazowsza oraz Pomorza i związane było historycznie z ziemią chełmińską na Pomorzu Nadwiślańskim. Ma metrykę średniowieczną i istnieje co najmniej od początku XIV wieku. W okresie panowania na tych terenach krzyżaków wymieniona została po raz pierwszy w dokumencie z 1403 jako "Risschkow, Rischkow, Renzkau", w granicach Korony Królestwa Polskiego w 1527 odnotowano ją jako "Rzęczkowo".
Po rozbiorach Polski w latach w latach 1772–1795 najpierw do roku 1902 nosiła niemiecką nazwę Renczkau, a w latach 1902–1945 Rentschkau

## Historia
Tereny, na których powstało miasto były jednak zasiedlone znacznie wcześniej. W okolicyarcheolodzy zlokalizowali dwa grody średniowieczne umieszczone na pagórkach koło nizin nadwiślańskich. Znajdują się one: wczesnośredniowieczne przy drodze gruntowej Łążyn - Skłudzewo, i późnośredniowieczne, położone około 400 m na południe od centrum.
Od 1226 po sprowadzeniu na Mazowsze przez księcia Konrada I mazowieckiego zakonu krzyżackiego tereny, na których leży miejscowość w XIII-XV wieku znalazły się we władaniu krzyżaków. W 1403 w Rzęczkowie odnotowany został Wiske von Buchwalde, który otrzymał od zakonu 14 grzywien i 8,5 grzywny za konie. W 1405 otrzymał także 6 grzywien odszkodowania za konia, na którym brał udział w wyprawie na Gotlandię.
W latach 1423-1424 miejscowość była własnością rycerską w prokuratorii bierzgłowskiej z siedzibą w Bierzgłowie. Odnotowano wówczas Jokusza z Rzęczkowa zobowiązanego do służby w zbroi lekkiej. W 1456 jako właściciele wsi odnotowani zostali Maciej, Mikołaj i Barbara von Gritten, którzy odziedziczyli Rzęczkowo po Henryku Webe. W XV wieku było wielu współwłaścicieli wsi.
W 1466 na mocy traktatu toruńskiego podpisanego po zakończonej wojny trzynastoletniej toczonej pomiędzy państwem zakonu krzyżackiego, a Koroną Królestwa Polskiego miejscowość została włączona do Korony i leżała w powiecie chełmińskim, Województwa chełmińskiego, w parafii Łążyn. W 1570 jako właścicieli odnotowano: Piotra Kijowskiego, który miał dwa łany na których gospodarował jeden zagrodnik, Dawida Rzęczkowskiego, który od nazwy wsi przyjął odmiejscowe nazwisko, a który miał 6 łanów z 3 zagrodnikami. Odnotowano także trzech dzierżawców: Barbarę Rzęczkowską dzierżawiącą 6 łanów chłopskich, 3 zagrodników, kuźnię oraz ludzi luźnych.
Wskutek I rozbioru Polski w 1772, miejscowość przeszła pod władanie Prus i jak cała ziemia chełmińska znalazła się w zaborze pruskim.
Od 12 do 13 listopada 1906 r. i ponownie od 10 stycznia 1907 r. w miejscowej szkole elementarnej odbył się strajk dzieci przeciwko nauczaniu religii w języku niemieckim. Z uczestników strajku znane są nazwiska następujących dzieci: J. Zielińska, B. Rzytlewski, J. Bednarski, A. Przybyszewski, L. Demski, K. Mielczarski. Strajk był elementem znacznie większej akcji biernego oporu wobec pruskich władz szkolnych, która na przełomie 1906 i 1907 r. objęła ponad 460 (!) szkół w prowincji Prusy Zachodnie, czyli przedrozbiorowe Pomorze Gdańskie, Powiśle, ziemię chełmińską i ziemię lubawską oraz część Krajny. Inspiracją dla strajków pomorskich były wcześniejsze działania dzieci w prowincji wielkopolskiej, ze słynnym strajkiem we Wrześni (1901) na czele.
Do 1954 miejscowość była siedzibą gminy Rzęczkowo. W latach 1975–1998 miejscowość administracyjnie należała do województwa toruńskiego.
W okresie II Rzeczypospolitej znajdował się tu kościół ewangelicki należący do superintendentury (diecezji) Toruń Ewangelickiego Kościoła Unijnego. Była to świątynia wykorzystywana przez parafię skupiającą w 1937 roku 724 wiernych. Po II wojnie światowej kościół został zburzony.